# Parque Nacional José del Carmen Ramírez
Parque Nacional José del Carmen Ramírez är en nationalpark i Dominikanska republiken. Den ligger i provinsen Santiago, i den centrala delen av landet, 130 km nordväst om huvudstaden Santo Domingo. Parque Nacional José del Carmen Ramírez ligger 1 418 meter över havet.